# Auf den Straßen der Welt
Auf den Straßen der Welt: Missionshefte der jungen Gemeinde sind eine von dem evangelischen Theologen und Schriftsteller Walter Oelschner (1911–1990) herausgegebene Heftreihe mit christlicher Literatur aus dem Umfeld der evangelischen Missionstätigkeit. Sie erschien im Evangelischen Missionsverlag in Stuttgart von den späteren 1940er Jahren bis Mitte der 60er.
Die von christlicher Weltsicht geprägte Heftreihe liefert – teils mit exotischen und abenteuerlichen Titeln (der Herausgeber war früher in der Jugendmission tätig) – auf engem Raum von nur 15 (bzw. 16) Seiten kaleidoskopartig verschiedenste Einblicke in das weite Betätigungsfeld der evangelischen Mission weltweit, der kulturellen Begegnung in der Spätphase des Kolonialismus.
Heft Nr. 16 aus dem Jahr 1951 beispielsweise ist der mehrfach neu aufgelegte Augenzeugenbericht von Gottlob Weiler mit dem Titel Der Untergang der "van Imhoff" (siehe Hauptartikel Versenkung der Van Imhoff). Der Erfolg wurde lediglich durch das Heft 13 Die schmale Brücke: Eine Erzählung aus Tibet von Walter Oelschner (zuerst 1951, mit 9 Auflagen) übertroffen.
In der DNB ist das Erscheinen von 1948 bis 1965 in 51 Heften nachgewiesen (Stand: 4. August 2024). Die folgende Übersicht erhebt keinen Anspruch auf Aktualität oder Vollständigkeit:

## Bände
- 1. Leben am Seil: Eine Geschichte aus Madagaskar. Walter Oelschner. 1948[2]
- 2. Der Weg nach Hongkong: Eine Erzählung aus dem chinesisch-japanischen Krieg". Ernst Fischle.[3] 1948
- 3. Christoph, der Träger: Eine Erzählung von der Goldküste. Walter Ringwald. 1948
- 4. Sie fanden die Kirche. Van Dusen, Henry P. 1948
- 5. Die Tigerkinder: Geschichte einer Mission im argentinischen Chaco. Oelschner, Walter. 1949
- 6. Die guten Wasser von Nsuta: Eine Erzählung von der Goldküste. Ringwald, Walter. 1949
- 7. Ernte auf Manus: Gottes Sieg auf einer Südsee-Insel. Hertel, Heinrich. 1949
- 8. Findelkinder: Eine Erzählung aus China. Michel, Ruth. 1949
- 9. Das Ende des Zauberers: Eine Erzählung aus Kamerun. Tröster, Georg. 1950
- 10. Im Stamm der Aussätzigen: Eine Geschichte aus China. Michel, Karl. 1950
- 11. Sechzehn packen an: Eine Erzählung von der Goldküste. Ringwald, Walter. 1950 (1952, 2. Aufl.)
- 12. Michi Kawai: Der Weg einer japanischen Christin. Lehmann, Johannes. 1950
- 13. Die schmale Brücke: Eine Erzählung aus Tibet. Oelschner, Walter. 1951 (1952, 3. Aufl.; 1955, 6. Aufl.; 1957, 7. Aufl.; 1959, 8. Aufl.; 1963, 9. Aufl.)
- 14. Der kurze Weg: Eine Erzählung aus Kamerun. Uloth, Johannes. 1951 (1952, 2. Aufl.)
- 15. Die Abrechnung: Eine Erzählung aus China. Weickum, Wilhelm. 1951
- 16. Der Untergang der "van Imhoff": Ein Augenzeugenbericht. Weiler, Gottlob. 1951 (1952, 4. Aufl.; 1957, 6. Aufl.)
- 17. Geheimnisvolle Mächte im Elefantenwald: Eine Erzählung aus Kamerun. Häberle, Wilhelm. 1952
- 18. Die Kirche Koreas. Keck, Jakob. 1952
- 19. Ihla Formosa: Das Werden einer jungen Kirche. Lehmann, Arno. 1952 (1955, 3. Aufl.)
- 20. Ma Pwa Sein: Eine indische Märtyrerin unserer Zeit. Eltz-Hoffmann, Lieselotte von. 1962
- 21. Albert Schweitzer und sein Werk. Melzer, Friso. 1953
- 22. Ein Kampf um Birma: Leben u. Werk Adoniram Judson's. Michel, Karl. 1953
- 23. Das Leben Mary Bethune's: Eine Negerin hilft ihrem Volk. Eltz-Hoffmann, Lieselotte von. 1953
- 24. Weltmission im Überblick, Stöckle, Johannes. 1953
- 25. Schatten Indiens über Afrika. Brennecke, Gerhard. 1954
- 26. Ich lebte unter Mohammedanern: Eine Erzählung aus Afrika. Reusch, Richard. 1953, 2. Aufl.
- 27. Kagawa: Ein moderner Japaner in d. Nachfolge Jesu. Reininghaus, Werner. 1953, 3. Aufl.
- 28. Wiedersehen mit Indien. Schuler, Christian. 1954
- 29. Unbekannte Kirche auf den Nikobaren. Lehmann, Arno. 1955
- 30. Talikum, der Geisterbeschwörer: Eine Erz. aus Kamerun. Häberle, Wilhelm. 1955
- 31. Haika und die Saufbäume: Eine Erz. aus Lappland. Petzold-Heinz, Irma. 1955
- 32. Zulu und der weisse Mann. Geißler, Heinrich. Von Gunnar Helander nacherzählt. 1955
- 33. Das Buch, das stark macht: Wie eine Bibelübersetzung entsteht. Adolf Vielhauer. 1956
- 34. Unter Lama und Lumpen in Tibet: Die Tibetreise van Susi und Petrus Rijnhart. Nacherzählt von Friedemann Schaefer. 1956
- 35. Revolution der Herzen. Lesslie Newbigin. Aus seinem "Südindischen Tagebuch" ausgew. u. übers. von Adolf Kölle  1956
- 36. Kasuka, der Kleine vom Kongo. Carol Hart Sayre. Übers. [von] Nina Millen. 1956
- 37. Deines Wortes Kraft: Warum ich ein Christ wurde. Marcus Karunakaran. 1957
- 38. Regenschirm geht auf Walfang: Erlebtes aus Kamerun. Johannes Ittmann. 1957
- 39. Wenn die Trommeln sprechen: Streiflichter aus Ghana. Walter Ringwald. 1958
- 40. Als Arzt in Ghana: Eindrücke von d. Aufbauarbeit in Salaga. Frommherz Symank
- 41. Streiflichter aus Nordkamerun: Neuanfang in d. Mandarabergen. Walter Ringwald. 1959
- 42. Schwester aus Zuluvolk: Erzählung aus Südafrika. Erika Goerz. 1959
- 43. Frauen im Umbruch Chinas. Hilde Maier  1960
- 44. In der grünen Hölle von Paraguay. Gert Dollinger. 1960
- 45. Vorstoss in Nord-Ghana. Wilhelm Häberle. 1961
- 46. Wer hilft uns? Ilse Martin. 1961
- 47. Mission vor der Haustür. Paul-Gerhardt Buttler. 1962
- 48. Der Ruf vom Minarett. Paul-Gerhardt Buttler 1962 (1965, 2. Aufl.)
- 49. Die braune Kennkarte: Erzählung aus Malaya. Hermann Hofmeister.  1963
- 50. Tore der Hoffnung. Martha Pedersen. 1964
- 51. Die Träume des Christian Mzobe: ein Bericht aus Südafrika. Ursula Namgalies. 1965